# Goodyera stenopetala
Goodyera stenopetala är en orkidéart som beskrevs av Rudolf Schlechter. Goodyera stenopetala ingår i släktet knärötter, och familjen orkidéer. Inga underarter finns listade i Catalogue of Life.